# Yaka
Yaka – afrykańska grupa etniczna zamieszkująca Demokratyczną Republikę Konga (głównie dawną prowincję Bandundu) i Angolę. Posługują się własnym językiem yaka, z grupy języków bantuidalnych. Ich populację szacuje się na ponad 1,7 miliona.

## Charakterystyka
W społeczeństwie Yaka obowiązuje matrylinearny system pokrewieństwa, natomiast dziedziczenie imienia, własności, władzy jest patrylinearne (w linii męskiej). Władzę sprawują lokalni wodzowie, którzy uznawani i kontrolowani są przez rząd kongijski.  
Do głównych upraw Yaka należą słodkie ziemniaki, maniok i kukurydza, i jest to główne źródło pożywienia. Swoją dietę uzupełniają rybami i dziczyzną, tradycyjnie polują przy pomocy psów myśliwskich. Obecnie są także pracownikami migrującymi do obszarów miejskich.

## Historia
Zgodnie z ustną tradycją ludu Yaka, razem z Suku uczestniczyli w inwazji na Królestwo Kongo, które przybyło w XVI wieku z płaskowyżu Lunda. Ekspansja Lunda i utworzenie królestwa Inbangala w 1620 roku wywarło ogromny wpływ na mieszkańców obszaru rzeki Kwango, do których należeli zarówno Yaka, jak i Suku. 
Królestwo Yaka obejmowało kilka mniejszych grup etnicznych, w tym Suku. Starając się rozszerzyć na północny zachód i wschód, wodzowie Yaka osłabili siłę królestwa i zostali zmuszeni do podporządkowania się Królestwu Lunda. Imperium Lunda-Chokwe upadło w XIX wieku, a Yaka odzyskali część swojej niezależności.

## Kultura

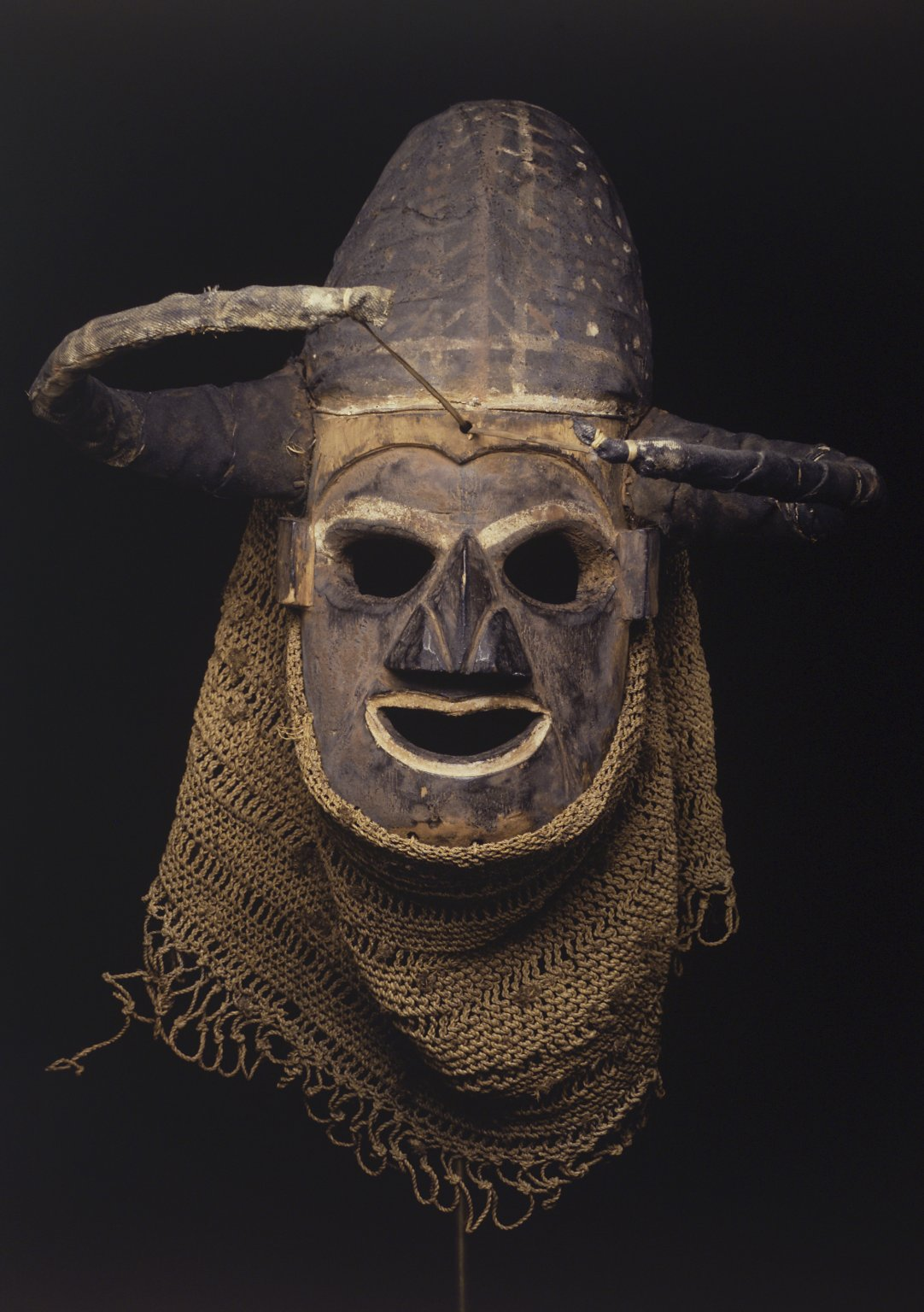
Maska ludu Yaka znajdująca się w Brooklyn Museum

Kultura materialna Yaka (rzeźba, koszykarstwo, obróbka metali i tkactwo) jest dobrze poznana. Maski i postacie Yaka mają charakterystyczne, masywne kształty, kuliste oczy i podkręcone nosy, a niektóre są polichromowane. Wiele z nich ma na sobie szmatkę rafii lub frędzle. Maski były często używane podczas różnych ceremonii religijnych.
Ich rzeźby zwane Mbwoolo i rzeźbiony bęben o nazwie Mukoku są regionalnie znane i wykorzystywane w rytualnych tańcach.  
Jaskrawo pomalowane i zdobione maski służą ceremoniom związanym z przejściem do dorosłego życia. W okresie inicjacji, który może trwać rok lub dłużej, dorastający chłopcy są oddzielani od wioski i poddawani serii prób (w tym obrzezaniu), mających na celu zmierzenie ich siły i odwagi. Testy te często kończą się symboliczną śmiercią chłopców jako dzieci i odrodzeniem się jako mężczyzn. Wśród ludów Yaka i Suku zakończeniu mukandy towarzyszą maski Kholuka.
Tradycyjna religia Yaka koncentrowała się na wierze w Ndzambyaphuungu, który jest stwórcą mieszkającym w niebie, odpowiedzialnym za życie i śmierć. Jednak stwórca nie jest częścią ich uroczystości, ani rytuałów. Uroczystości religijne koncentrują się głównie na uczczeniu starszych i bambuta (przodków). Bambuta może być uhonorowany poprzez uznanie i praktykę tradycyjnych sposobów jak ofiary i prezenty. 
Miejscem ofiarowania jest zwykle yipheesolu (polana w lesie). To miejsce jest niedostępne dla osób postronnych i wszystkich kobiet. W innym przypadku można składać ofiary w grobie przodków. Czary miały pierwszorzędne znaczenie dla Yaki. Moc ngaanga (osoby leczącej) mierzy się zdolnością do rozpoznania przyczyny choroby.